# جيف غراي
جيف غراي (بالإنجليزية: Jeff Gray) هو لاعب كرة قاعدة أمريكي، ولد في 10 أبريل 1963 في ريتشموند في الولايات المتحدة.

## روابط خارجية
- جيف غراي على موقع دوري كرة القاعدة الرئيسي (الإنجليزية)
- جيف غراي على موقعبيزبول رفرنس.كوم (الدوري الرئيسي) (الإنجليزية)
- جيف غراي على موقعبيزبول رفرنس.كوم (الدوري الثانوي) (الإنجليزية)
- جيف غراي على موقع إي إس بي إن.كوم (أم.أل.بي) (الإنجليزية)
- جيف غراي على موقع مشجعي الرسوم البيانية (الإنجليزية)